# 森山新五左衛門
森山 新五左衛門（もりやま しんござえもん）は、幕末の薩摩藩士。同藩士の豪商森山新蔵永賀の長男。名は永治。

## 略伝
森山家は元来商家であったが、弘化4年(1847年）父の代に豪商森山新蔵が私費で東方大丸太鼓橋を竣工させたことや、鹿児島藩の財政再建に貢献した功績によって、森山は武士に取り立てられ士籍に列することになった。その後は西郷隆盛、大久保利通など幕末に活躍した多くの藩士を資金面で助けた。新五左衛門も武術を好み、薬丸自顕流剣術の達人でもあった。
文久2年（1862年）尊王攘夷を志して坂本彦右衛門・山本四郎・指宿三次・大脇忠左衛門らと鹿児島を脱し、有馬新七や田中謙助らと関白九条尚忠・京都所司代酒井忠義の襲撃を企てるが、島津久光の派遣した鎮撫使と京都寺田屋で衝突して重傷を負う（寺田屋騒動）。翌日、藩命に背いて抵抗したことを咎められて切腹させられた。20歳。
明治24年（1891年）、従四位を追贈された。